# Central Belt
De Central Belt is de regio met de grootste bevolkingsdichtheid in Schotland. Het ligt tussen de Highlands in het noorden en het dunbevolkte, bergachtige gebied van de Southern Uplands in het zuiden. Het is het noordelijk deel van de Schotse Laaglanden.
]

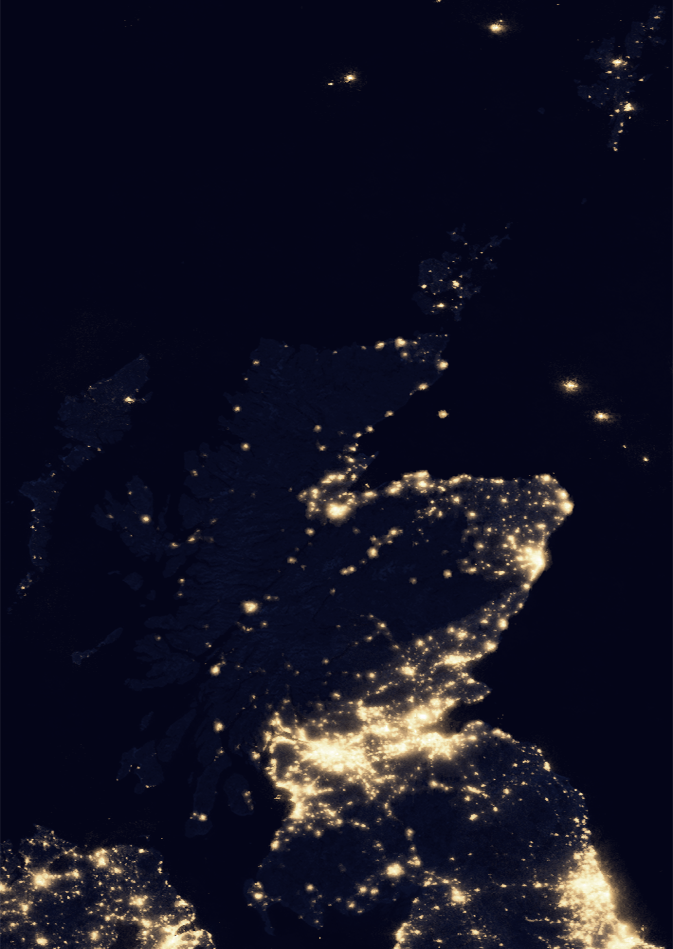
De Central Belt vanuit de ruimte

De term heeft geen officiële status maar wordt in algemene zin gebruikt door overheden, het bedrijfsleven en andere organisaties, ongeveer zoals de Randstad in Nederland. De Belt, het Engelse woord voor "riem", verwijst naar de ligging op een kaart, waar in de contouren van het land een taille te herkennen is. Een in onbruik geraakte benaming is Midlands of Scottish Midlands. Het geografische centrum van Schotland ligt ergens ten noorden van de Central Belt tussen de berg Schiehallion en een meer in Lochaber.
De Central Lowlands of Midland Valley is een groter gebied dat zich verder naar het noorden en noordoosten uitstrekt. Deze term bedoelt een geologische eenheid zonder demografische betekenis.

## Kleine Central Belt
De Central Belt wordt gewoonlijk geacht te liggen in de driehoek gevormd door de snelwegen M8, M80 en M9 tussen Greenock en Glasgow in het westen en Edinburgh in het oosten. In dit gebied liggen steden als Paisley, Cambuslang, Hamilton, Stirling, Falkirk, Livingston en Linlithgow. Dit gebied staat ook bekend als de Lowland Triangle.

## Grote Central Belt
Alle grote steden van Schotland, behalve Aberdeen en Inverness aan de noordoostelijke kust, liggen in een vierhoek gevormd door Dunbar, Ayr, Dundee en Dumbarton. Deze ruimere Central Belt omvat ook tamelijk dichtbevolkte gebieden in Ayrshire, Fife, Midlothian en East Lothian.